# Augusto Roa Bastos
Augusto Roa Bastos (13. červen 1917, Asunción – 26. duben 2005, Asunción) byl paraguayský spisovatel, představitel tzv. magického realismu, držitel Cervantesovy ceny z roku 1989.

## Život
Dětství strávil v malé vesnici Iturbe, jež se nachází v oblasti Guairá. Právě sem později umístil děj svých prvních povídek. Studoval gymnázium, ale v patnácti letech z něj utekl a pracoval jako dobrovolný ošetřovatel během války s Bolívií, jež probíhala v letech 1932–1935. Po válce se přihlásil na univerzitu, studoval filologii a filozofii, ale ani tentokrát studia nedokončil a začal se živit jako novinář. Nakonec se stal šéfredaktorem vlivného paraguayského deníku El País. Roku 1945 byl jmenován kulturním atašé v Buenos Aires, ale v roce 1947 se v Paraguayi chopila moci vojenská junta a Bastos musel zůstat v Argentině jako exulant. Politicky se přitom dostal na značně levicové pozice.
V Argentině byl neznámým autorem a musel se začít živit všelijakými povoláními, dělal například pošťáka. Časem se ale znovu dostal k novinařině a rovněž začal psát prózu, filmové scénáře a divadelní hry. V roce 1953 vydal svou první knihu El trueno entre las hojas (Hřmění mezi listím), která obsahovala sedmnáct povídek. Řešil v nich témata, která se ho bolestně dotýkala: politické represe i válku. Zvolil k tomu ovšem styl, který se vymkl z realismu a připomínal mytické narace. To ho zařadilo do tzv. „magického realismu“.
Roku 1974 vydal román Yo, el supremo (Já nejvyšší), který pojednává o osobnosti paraguayského diktátora José Gaspara Rodrígueze de Francia z období první poloviny 19. století. Motivem k napsání knihy bylo pozvání Maria Vargase Llosy a Carlose Fuentese k projektu, jehož cílem bylo zpracovat portréty latinskoamerických diktátorů. Projekt nesl ironický název Los padres de la patria (Otcové vlasti). Nakonec se nerealizoval, ale jeho výsledkem se stala alespoň Bastosova kniha, která se stala jednou z jeho nejslavnějších. V Paraguay byla chápana jako kritika režimu paraguayského diktátora Alfreda Stroessnera, proto zde byla zakázána.
Roku 1976 proběhl vojenský puč i v Argentině a Bastos musel podruhé emigrovat. Tentokrát zvolil Francii, kde získal místo na univerzitě v Toulouse.
Roku 1982 se pokusil navštívit rodnou Paraguay, byl však vyhoštěn a bylo mu odebráno paraguayského občanství. Francouzské ještě neměl, ale roku 1983 obdržel občanství španělské.
V roce 1989 mu byla udělena Cervantesova cena, nejvýznamnější literární ocenění hispánského světa. Ve stejném roce padla v Paraguay Stroessnerova diktatura a Bastos od té doby do vlasti pravidelně jezdil. Zde také zemřel.

## Bibliografie

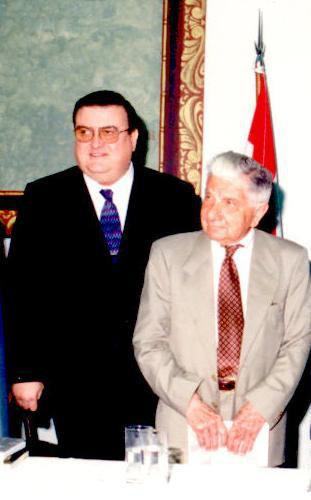
Zleva: Juan Manuel Marcos (paraguayský spisovatel) a Augusto Roa Bastos

## Vyznamenání
- důstojník Řádu umění a literatury – Francie, 1985[3]
- rytíř Řádu čestné legie – Francie, 1997[3]
- komtur Řádu osvoboditele generála San Martína – Argentina, 2003[3]
- Řád José Martího – Kuba, 2003[3][4]
- Národní řád za zásluhy – Paraguay[5]

### Romány
- Hijo de hombre (1960)
- Yo, el Supremo (1974, česky Já nejvyšší, Odeon, 1988, překlad: Josef Forbelský)
- Vigilia del Almirante (1992)
- El fiscal (1993)
- Contravida (1994)

### Povídky
- El trueno entre las hojas (1953)
- El baldío (1966)
- Madera quemada (1967)
- Los pies sobre el agua (1967)
- Moriencia (1969)
- Cuerpo presente y otros cuentos (1971)
- El pollito de fuego (1974)
- Los Congresos (1974)
- El somnámbulo (1976)
- Lucha hasta el alba (1979)
- Los Juegos (1979)
- Contar un cuento, y otros relatos (1984)
- Madama Sui (1996)
- Metaforismos (1996)
- La tierra sin mal (1998)

### Scénáře
- El trueno entre las hojas (1958)
- Hijo de hombre (1960)
- Shunko (1960)
- Alias gardelito (1961)
- El señor presidente (1966)
- Don segundo sombra (1968)
- Yo el Supremo (1991)

### Básně
- El ruiseñor de la aurora, y otros poemas (1942)
- El naranjal ardiente (1960)

### Publicistika
- Cándido Lopez (1976)
- Imagen y perspectivas de la narrativa latinoamericana actual (1979)
- Lucha hasta el alba (1979)
- Rafael Barrett y la realidad paraguaya a comienzos del siglo (1981)
- El tiranosaurio del Paraguay da sus ultimas boqueadas (1986)
- Carta abierta a mi pueblo (1986)
- El texto cautivo: el escritor y su obra (1990)
- Mis reflexiones sobre el guión y el guión de "Hijo de hombre" (1993)